# Joppolo
Joppolo é uma comuna italiana da região da Calábria, província de Vibo Valentia, com cerca de 2.268 habitantes. Estende-se por uma área de 15 km², tendo uma densidade populacional de 151 hab/km². Faz fronteira com Nicotera, Ricadi, Spilinga.

## Demografia
| Variação demográfica do município entre 1861 e 2011                               |
|                                                                                   |
| Fonte: Istituto Nazionale di Statistica (ISTAT) - Elaboração gráfica da Wikipedia |